# Dipartimento di San Salvador (Entre Ríos)
San Salvador è un dipartimento della provincia di Entre Ríos in Argentina, con 18.000 abitanti su una superficie di 1.228 km².
Comprende i municipi o commissioni municipali di:  San Salvador, General Campos, San Ernesto, Colonia Baylina, Walter Moss e Colonia Oficial Nº 5.